# Vysokov
Vysokov är en ort i Tjeckien. Den ligger i den nordöstra delen av landet, 120 km öster om huvudstaden Prag. Vysokov ligger 345 meter över havet och antalet invånare är 404.
Terrängen runt Vysokov är platt åt nordväst, men åt sydost är den kuperad. Runt Vysokov är det tätbefolkat, med 427 invånare per kvadratkilometer. Närmaste större samhälle är Náchod, 3,6 km öster om Vysokov. Trakten runt Vysokov består till största delen av jordbruksmark.